# Jerry Scheff
Jerry Obern Scheff (31 gennaio 1941) è un bassista statunitense, nonostante la sua carriera professionale vanti numerose collaborazioni con le più grandi star mondiali della musica, è noto particolarmente per la sua lunga collaborazione con Elvis Presley e per quella con The Doors.
Scheff crebbe nella San Francisco Bay area. Dopo il servizio militare nella marina statunitense tornò in California. Cominciò la sua attività a Los Angeles come "session musician" (musicista libero professionista chiamato a partecipare a sedute di registrazione). Il suo primo successo fu Along Comes Mary degli Association (1966), e quel successo lo portò a collaborazioni con diversi altri artisti: Bobby Sherman, Johnny Mathis, Johnny Rivers, Neil Diamond, Nancy Sinatra, Pat Boone, Sammy Davis Jr., Bobby Vinton, The Everly Brothers, e The Nitty Gritty Dirt Band. Nel 1971 suona il basso elettrico in studio per L.A. Woman, l'ultimo album registrato dai Doors con Jim Morrison, suo è il leggendario attacco al basso di Riders On The Storm.
Nel 1969 Scheff divenne un membro della TCB Band di Elvis Presley con cui resterà fino alla morte di Elvis nel 1977 , tranne che per una pausa tra il 1973 e il 1975.
È apparso in tutti i film-documentario anni '70 di Elvis Presley come That's the Way It Is (Elvis Presley) del 1970 , in Elvis on Tour del 1972 , in Aloha from Hawaii del 1973 primo concerto nella storia via satellite con Elvis che fu visto da oltre 1 miliardo di persone, e in Elvis in Concert nel 1977 che uscì postumo dopo la morte di Elvis il 16 agosto 1977.
Negli anni successivi Scheff ha lavorato con Bob Dylan, John Denver, Elvis Costello, Sam Phillips, e molti altri artisti. Scheff ha anche suonato per i Southern Pacific dal 1983 al 1986, e ha partecipato anche al concerto televisivo del 1987 Roy Orbison and Friends, A Black and White Night.
Nel 1976 lo stesso Scheff scrisse la canzone rock ''Fire down Below'' per Elvis Presley, a cui piacque la base musicale e gli promise di inciderla, ma il progetto non andò avanti a causa della sua prematura scomparsa, nell'agosto 1977. Jerry nel 2001 pubblicò l'album ''Fire Down Below'' con l'omonima canzone in due versioni (1976 e riarrangata nel 2001), cantata dal celebre Terry Milke Jeffrey e accompagnato sempre dalla storica TCB Band e dalle coriste Sweet Inspirations.
Nel 2012 Jerry ha scritto e pubblicato il suo libro autobiografico "WAY DOWN: Playing Bass with Elvis, Dylan, The Doors and more".
Dal 2013 al 2017 Jerry Scheff si è esibito in diversi concerti in Inghilterra, con Jenson Bloomer e la sua band, suonando i maggiori successi di: Elvis, Bob Dylan e The Doors, mentre nel 2019 ha partecipato in Danimarca ad un concerto interamente dedicato ai The Doors.
Nell'Aprile 2022 Scheff è tornato a suonare in Italia, in un concerto tributo ad Elvis, accompagnato dal cantate e chitarrista Luca Olivieri e la sua band.
Jerry Scheff ha tre figli: Jason, Darin, e Lauren Scheff. Jason Scheff è il bassista del gruppo Chicago dal 1985; è il coautore della canzone Bigger Than Elvis come tributo a suo padre.